# Waldron Automobile Manufacturing Company
Waldron Automobile Manufacturing Company, vorher Waldron Runabout Manufacturing Company, war ein US-amerikanischer Hersteller von Automobilen.

## Unternehmensgeschichte
Die Waldron Runabout Manufacturing Company wurde im Sommer 1908 in Waldron (heute Aroma Park) in Illinois gegründet. Im gleichen Jahr begann die Produktion von Automobilen. Der Markenname lautete Waldron. Laut einer Quelle war anscheinend E. O. Parker Präsident und Schatzmeister und blieb es bis zur Auflösung des Unternehmens.
Auf Veranlassung von Charles Keagle aus Kankakee erfolgte 1909 eine Reorganisation, die zur neuen Firmierung Waldron Automobile Manufacturing Company und zur Verlegung des Sitzes nach Kankakee in Illinois führte.
Im November 1911 gab es Pläne für einen Umzug nach Beaver Dam in Wisconsin, die jedoch nicht mehr durchgeführt wurden. Noch 1911 endete die Produktion. Insgesamt entstanden mehrere hundert Fahrzeuge.

## Fahrzeuge
Im Angebot standen Highwheeler. Mit ihren großen Rädern eigneten sie sich gut für die damaligen schlechten Straßen. Sie hatten einen Zweizylindermotor mit Luftkühlung. Er trieb über ein Friktionsgetriebe und zwei Ketten die Hinterachse an.
Zwischen 1908 und 1909 gab es drei verschiedene Modelle. 101,6 mm Bohrung und 114,3 mm Hub ergaben 1853 cm³ Hubraum. Der Motor leistete 14 PS. Model A hatte ein Fahrgestell mit 175 cm Radstand. Aufbau war ein Runabout. Model B als Surrey und Model C als Runabout hatten 203 cm Radstand.
Von 1910 bis 1911 war der Motor mit 18/20 PS angegeben. Die Bohrung betrug nun 127 mm, der Hub 120,65 mm und der Hubraum 3057 cm³. Model E als Roadster hatte 208 cm Radstand. Daneben gab es Model F als Surrey und Model G als offenen Tourenwagen, beide mit 239 cm Radstand.

## Modellübersicht
| Jahr      | Modell  | Zylinder | Leistung (PS) | Radstand (cm) | Aufbau      |
| --------- | ------- | -------- | ------------- | ------------- | ----------- |
| 1908–1909 | Model A | 2        | 14            | 175           | Runabout    |
| 1908–1909 | Model B | 2        | 14            | 203           | Surrey      |
| 1908–1909 | Model C | 2        | 14            | 203           | Runabout    |
| 1910–1911 | Model E | 2        | 18/20         | 208           | Roadster    |
| 1910–1911 | Model F | 2        | 18/20         | 239           | Surrey      |
| 1910–1911 | Model G | 2        | 18/20         | 239           | Tourenwagen |